# Autorité parentale
L'autorité parentale est un terme légal qui concerne l'ensemble des droits et devoirs que les parents ont à l'égard de leurs enfants mineurs. L'autorité parentale définit les relations légale et pratique entre un parent ou tuteur et l'enfant confié à sa garde. L'autorité parentale se matérialise par certaines obligations — héberger, nourrir et soigner l'enfant — ainsi le droit de prendre des décisions concernant l'enfant. Dans le cas où les parents sont mariés, l'autorité parentale est exercée conjointement sur les enfants. Néanmoins, la garde des enfants peut faire l'objet de procédures légales lors d'un divorce, d'une séparation de corps, d'une annulation, d'une adoption ou du décès des parents. Dans maints tribunaux, la garde est déterminée en fonction de l'intérêt supérieur de l'enfant.
Des mesures peuvent permettre de conférer l'autorité parentale à d'autres personnes en cas d'impossibilité pour les parents comme la tutelle des mineurs.

## Droit français
En droit français, l'autorité parentale est définie par le Code civil, sous la forme de l'autorité parentale conjointe par défaut, et fortement influencée par le principe juridique international d'intérêt supérieur de l'enfant, introduit en 1989 par la Convention internationale des droits de l’enfant (CIDE). En 1970, l'autorité parentale a remplacé en droit français la « puissance paternelle » qui assurait l'exclusivité de l'autorité du père sur les enfants (l'autorité du mari sur la femme s'appelait « puissance maritale »). L'autorité parentale consacre l'égalité des pouvoirs et devoirs du père et de la mère dans l'éducation des enfants.

## Droit québécois
En droit québécois, l'autorité parentale est exercée conjointement par les deux époux d'après l'article 394 du Code civil du Québec. Cela remplace la notion de « puissance paternelle » du Code civil du Bas-Canada, lequel reprenait le même concept du Code civil des Français.
Les règles relatives à l'autorité parentale sont aux articles 597 et suivants du Code civil. L'autorité parentale et la possibilité d'assumer la garde des enfants découlent plus fondamentalement de la filiation plutôt que du mariage ou de la relation non maritale.
En vertu des règles de la tutelle supplétive, la délégation de la charge de tuteur légal et de titulaire de l’autorité parentale est rendue possible par l'article 199.1 C.c.Q., mais seules les personnes du second alinéa de cette disposition peuvent se voir déléguer l'autorité parentale. Il existe une autre forme de délégation de l'autorité parentale prévue à l'art. 601 C.c.Q. concernant la possibilité de déléguer temporairement à un gardien la garde, la surveillance ou l’éducation de l’enfant. Les personnes qui militent en faveur de la reconnaissance de la triparentalité invoquent parfois cette disposition. Le professeur Alain Roy met toutefois en doute la possibilité que cette disposition puisse permettre une délégation générale des attributs de l'autorité parentale en raison du caractère impératif et d’ordre public des attributs de l’autorité parentale.
La déchéance de l'autorité parentale est possible en vertu de l'art. 197 C.c.Q..